# 蜂農

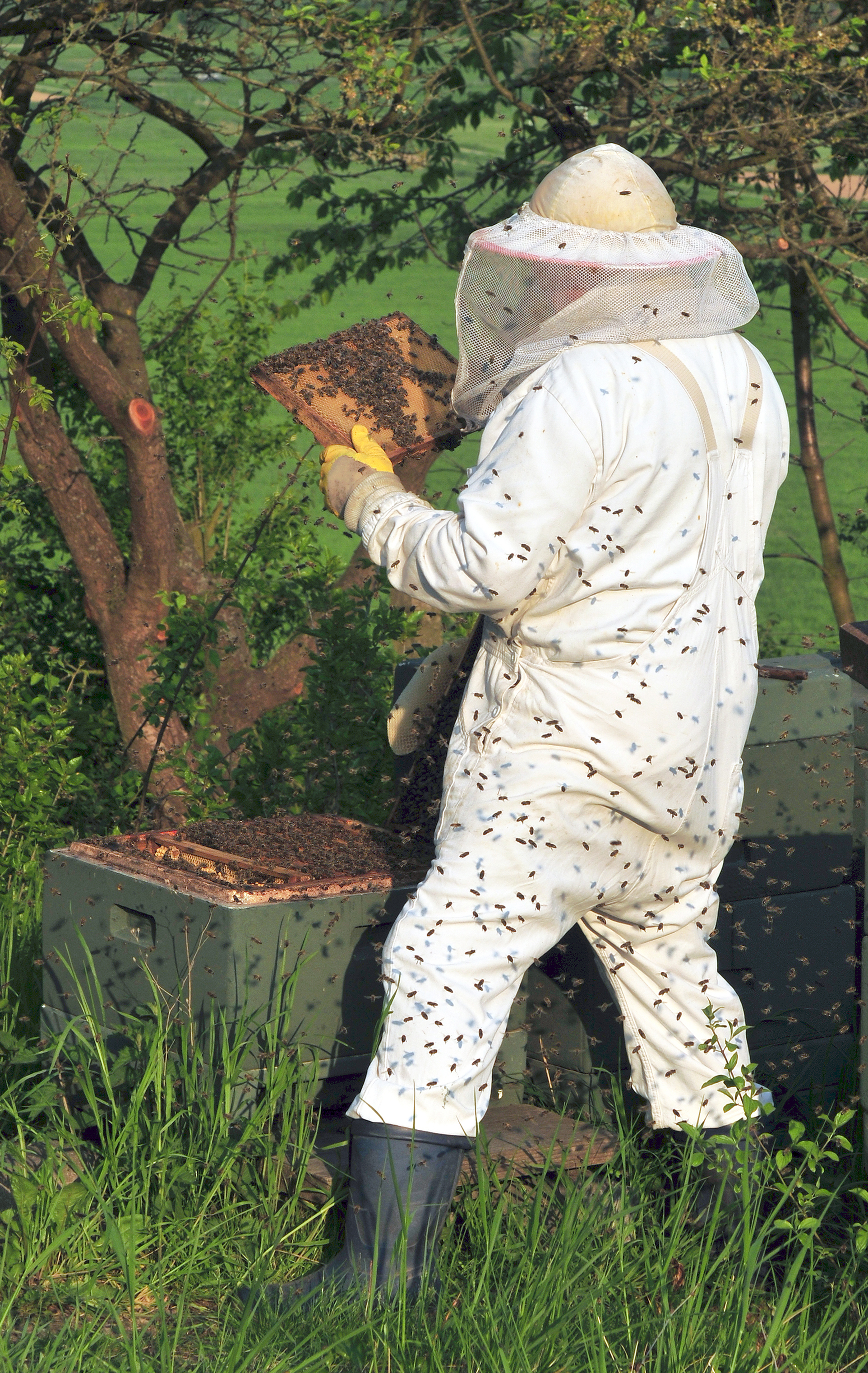
一位德國希爾德斯海姆地區的蜂農正從蜂箱中取出蜂房。

蜂農，或稱養蜂人，是一種靠飼養蜜蜂來獲取具經濟價值的蜂蜜、蜂蠟、花粉、蜂膠、蜂王漿，或從事科學研究的職業。蜂農無法控制蜜蜂的去留，而是靠提供適合蜜蜂築巢的環境(蜂箱)以對其進行「半馴養」，人與蜂形成類似互利共生的關係。
蜂農是一古老的職業，其起源已難以考證。近代對於有機農業、生態保育的意識抬頭，加上蜂產品的高經濟價值，使養蜂逐漸成為一種流行職業與業餘嗜好。

## 分類
蜂農依其飼養規模與動機，主要可分為業餘蜂農、兼職蜂農與職業蜂農:

### 業餘蜂農
业余蜂農佔蜂農總人口的絕大多數，因對生態和自然科學的興趣而養蜂，飼養的蜂巢規模小且數量不多，蜂蜜只被視為副產品。由於工作量大與初始成本昂貴，業餘蜂農多擁有雄厚的資產，且很少能從中獲利。

如今歐洲對有機蜂產品的旺盛需求，正推起一波業餘養蜂潮。

養蜂業不僅可使蜂農獲利，還有益於生態環境。有鑑於此，許多人開始在住家庭園或公寓陽台飼養小規模的蜂群。然而養蜂業需要一定的成本。初始投資很昂貴，第一年的利潤通常用於償還初始投資，必須至第二年或第三年方能回本。

### 兼職蜂農
兼職蜂農以獲利為動機養蜂，同時也依賴其他收入來源維生。 兼職蜂農最多可飼養300個蜂巢，每年生產10–20公噸的蜂蜜，價值可達數萬美元。

### 職業蜂農
職業蜂農又稱商業蜂農，為大規模的養蜂者，一次可飼養成千上萬個蜂巢，一年可生產數百萬磅的蜂蜜。他們只占蜂農總人口數的5％，其產量卻佔世界蜂產品總量的60％。歷史上著名的職業蜂農例舉如下:
- 烏克蘭的彼得羅·普羅科波維奇 （页面存档备份，存于）(1775-1850)是歷史上第一位職業蜂農。他在19世紀初期擁有6600個蜂巢。
- 美國第一位職業蜂農摩西·昆比 （页面存档备份，存于）(1810-1875)在1840年代擁有1200個蜂巢。
- 美國愛達荷州的吉姆·鮑爾斯（Jim Powers），於1960-1970年代擁有3萬個蜂巢。
- 由墨西哥的Arturo Wulfrath和Juan Speck合夥經營的養蜂企業Miel Carlota在1920年至1960年期間擁有50,000個蜂巢。
- 如今世上最大的養蜂企業為美國南達科他州的Adee Honey Farm（擁有80,000個蜂巢）與紐西蘭的Comvita（擁有30,000多個蜂巢）。[5]